# Каратобинський сільський округ (Жарминський район)
Каратоби́нський сільський округ (каз. Қаратөбе ауылдық округі, рос. Каратобинский сельский округ) — адміністративна одиниця у складі Жарминського району Абайської області Казахстану. Адміністративний центр — село Каратобе.
Населення — 938 осіб (2021; 1316 у 2009, 1974 у 1999, 2756 у 1989).
Станом на 1989 рік існувала Октябрська сільська рада (села Маковка, Мариновка, Ніколаєвка, Терентьєвка) з центром у селі Терентьєвка. Село Салкинтобе було ліквідовано 1998 року.

## Склад
До складу округу входять такі населені пункти:
| Населений пункт  | Старі назви          | Населення, осіб (1989) | Населення, осіб (1999) | Населення, осіб (2009) | Населення, осіб (2021) |
| ---------------- | -------------------- | ---------------------- | ---------------------- | ---------------------- | ---------------------- |
| Аді, село        | Билкилдак, Мариновка | 700                    | 477                    | 337                    | 183                    |
| Каратобе, село   | Терентьєвка          | 1357                   | 917                    | 598                    | 473                    |
| Кентарлау, село  | Ніколаєвка           | 659                    | 580                    | 381                    | 282                    |
| Салкинтобе, село | Маковка              | 40                     | -                      | -                      | -                      |